# Tatono
José Antonio García Conesa (Torre-Pacheco, Murcia, España, 5 de mayo de 1940), conocido como Tatono, es un exfutbolista español que se desempeñaba como defensa.

## Clubes
| Club                  | País   | Año       |
| --------------------- | ------ | --------- |
| CD Naval              | España | ??        |
| Torre Pacheco         | España | ??        |
| Crevillente Deportivo | España | 1959-1960 |
| Cartagena FC          | España | 1960-1961 |
| Real Murcia C. F.     | España | 1961-1965 |
| Valencia C. F.        | España | 1965-1972 |
| Levante U. D.         | España | 1973-1974 |